# Polska 2050
Szymon Hołownias Polen 2050 (polnisch Polska 2050 Szymona Hołowni, PL2050) ist eine zentristische Catch-all-Partei in Polen. Sie wurde im April 2021 offiziell als politische Partei gegründet und ging aus der gleichnamigen Bewegung hervor, welche im Zuge der Präsidentschaftswahl 2020 entstand. Programmatisch kombiniert die Partei einige Elemente des Liberalismus mit grüner Politik. Daneben bestehen kleinere Strömungen, vor allem christdemokratische und sozialdemokratische.
Zur Parlamentswahl 2023 trat sie mit dem vom PSL geführten Bündnis Koalicja Polska an. Dieses gemeinsame Wahlbündnis von PL2050 und Koalicja Polska nannte sich Trzecia Droga, bestand bis Juni 2025 und war an der Regierung Tusk III beteiligt. Zuvor war PL2050 mit acht Abgeordneten im Sejm vertreten, die alle von anderen Parteien übergetreten waren.

## Geschichte

### Bewegung und nicht registrierte Partei
Wenige Wochen nach den Parlamentswahlen 2019 kündigte Szymon Hołownia an, bei den Präsidentschaftswahlen 2020 teilzunehmen und eine neue politische Bewegung zu gründen. Am 30. Juni 2020 an, zwei Tage nach der ersten Wahlrunde, in der er mit rund 14 % Dritter wurde, wurde diese Ankündigung erneuert. und am 24. August 2020 als Organisation registriert. Laut Hołownia schlossen sich 20.000 Menschen der Bewegung an. Am 29. September kündigte Hołownia die Gründung einer politischen Partei unter der Leitung von Michał Kobosko an, deren Registrierung am 3. November in Warschau eingereicht wurde.
Im November 2020 gewann die Partei mit Hanna Gill-Piątek von der Partei Wiosna ihre erste Sejm-Abgeordnete. Bis Ende des Jahres erhielt die Partei in Meinungsumfragen zwischen 10 und 20 Prozent, was sie zur drittbeliebtesten Partei in Polen machte. Ende des Jahres wurden Gill-Piątek und Jacek Kozlowski zu stellvertretende Vorsitzenden der Partei. Am 8. Januar 2021 gewann die Partei einen weiteren Abgeordneten im Sejm (Joanna Mucha) und ihren ersten Senator (Jacek Bury). Beide Mitglieder waren ursprünglich Mitglieder der Bürgerplattform. Im Februar 2021 schloss sich ein weiteres Mitglied der Bürgerkoalition (Paulina Hennig-Kloska von der Partei Nowoczesna) im Sejm an. Dies ermöglichte es der Bewegung, ihren eigenen Sejm-Kreis zu schaffen. Im März trat ein weiterer Abgeordneter der Partei bei, der parteilose Politiker und Journalist Tomasz Zimoch.

### Registrierte Partei
Am 7. April 2021 wurde Szymon Hołownias Polska 2050 offiziell als politische Partei registriert. Dreizehn Tage später trat ein weiteres Mitglied von Nowoczesna, Mirosław Suchoń, der Partei bei. Am 20. Mai 2021 trat ein ehemaliges Mitglied der Regierung aus der Partei Porozumienie, Wojciech Maksymowicz, der Partei und ihrer Fraktion im Sejm bei, nachdem er von den Regierungsmedien angegriffen worden war, medizinische Forschung mit abgetriebenen Föten durchzuführen. Am 28. Oktober 2021 trat Paweł Zalewski, ein Abgeordneter, der aufgrund seiner konservativen Haltung aus der Bürgerplattform ausgeschlossen wurde, der PL2050 bei. Polska 2050 trat am 10. November 2021 durch die Europaabgeordnete Roza Thun offiziell der Fraktion Renew Europe im Europäischen Parlament bei.

### Einzug in den Sejm und Regierungsbeteiligung
Bei der Parlamentswahl im Herbst 2023 zog PL 2050 als Teil von Trzecia Droga mit 33 von 460 Mandaten im Sejm ein und bildet seit dem 13. Dezember 2023 gemeinsam mit den Wahlbündnissen KO und Lewica eine Koalitionsregierung, wobei die Partei mit zwei Ministern im Kabinett Tusk III vertreten ist und mit Hołownia den Sejmmarschall stellt.
Im November 2024 erklärte Holownia erneut bei der Präsidentschaftswahl antreten zu wollen.

## Ideologie
Die Partei gilt als Partei der Mitte, obwohl ihre Politik im Allgemeinen von Mitte-Links bis Mitte-Rechts reicht. Sie wird auch als Catch-All-Party gesehen. Programmatisch verfolgt sie liberale und grüne Politik und verbindet damit einzelne Elemente der Christ- und Sozialdemokratie. Anfangs sie wurde von einigen Medien auch als gemäßigt-konservativ beschrieben. Sie unterstützt die Mitgliedschaft Polens in der Europäischen Union.

### Umweltpolitik
Die Partei ist der Ansicht, dass Polen bis spätestens 2050 klimaneutral sein sollte. Sie haben auch ihre Unterstützung für den European Green Deal erklärt. Hołownia kündigte während des Präsidentschaftswahlkampfes 2020 an, dass „Bergleute geschützt werden sollten und nicht die Minen“. Er erklärte, dass seine Präsidentschaft „die grüne Präsidentschaft sein wird“ und dass „die natürliche Umwelt eine der Prioritäten ist“.
Im März 2021 wurde das Programm „Polen auf dem Grünen Weg“ vorgestellt. Ihre Hauptziele bestehen darin, die Treibhausgasemissionen bis 2030 um 45 % zu senken, bis 2040 von der Kohle abzuweichen und bis 2050 CO2-Neutralität zu erreichen. Sie hat auch vorgeschlagen, dass der für die Energiewende zuständige Minister den Rang eines stellvertretenden Premierministers haben und das Komitee des Ministerrates für die Dekarbonisierung der Wirtschaft leiten sollte. Ein „grünes Licht“-Verfahren würde in den Gesetzgebungsprozess der Regierung eingeführt, das Gesetze blockieren würde, die die Emissionen erhöhen und sich negativ auf das Klima auswirken.

### Innenpolitik
Die Partei strebt an, dass der Senat zu einer „Selbstverwaltungskammer“ wird, in der neben gewählten Senatoren auch Vertreter der lokalen Regierungen auf verschiedenen Ebenen vertreten sein sollen: Woiwodschaftsmarschälle, Stadtpräsidenten, Dorfvorsteher und Bürgermeister. Sie ist auch gegen die Zentralisierung Polens. Hołownia kündigte an, dass er sich für die Unabhängigkeit der Richter und die Unabhängigkeit der Gerichte und die Trennung der Funktionen des Justizministers und des Generalstaatsanwalts einsetzen werde. Die Bewegung fordert eine Entlastung der Richter und die Schaffung von „Gerichten des ersten Kontakts“. Hołownia unterstützt die Liquidation des Kirchenfonds.

### Außenpolitik
Sie unterstützt die Europäische Union und stärkt die Beziehungen zu Frankreich und Deutschland. Hołownia erklärte, dass „Polen in der Außenpolitik nicht nach Feinden, sondern nach Verbündeten suchen sollte“.